# Arcadia (Florida)
Arcadia es una ciudad ubicada en el condado de DeSoto en el estado estadounidense de Florida. En el Censo de 2010 tenía una población de 7637 habitantes y una densidad poblacional de 721,47 personas por km².

## Geografía
Arcadia se encuentra ubicada en las coordenadas 27°13′13″N 81°51′35″O / 27.22028, -81.85972. Según la Oficina del Censo de los Estados Unidos, Arcadia tiene una superficie total de 10.59 km², de la cual 10.57 km² corresponden a tierra firme y (0.15%) 0.02 km² es agua.

## Demografía
Según el censo de 2010, había 7637 personas residiendo en Arcadia. La densidad de población era de 721,47 hab./km². De los 7637 habitantes, Arcadia estaba compuesto por el 52.87% blancos, el 25.17% eran afroamericanos, el 0.52% eran amerindios, el 0.75% eran asiáticos, el 0.08% eran isleños del Pacífico, el 18.02% eran de otras razas y el 2.59% pertenecían a dos o más razas. Del total de la población el 33.18% eran hispanos o latinos de cualquier raza.